# カスケード地震
カスケード地震（カスケードじしん、1700 Cascadia earthquake）は、1700年1月26日21時頃 (UTC-8)にカスケード沈み込み帯で発生したプレート間地震。推定されるモーメントマグニチュード (Mw)は8.7から9.2。カナダのブリティッシュコロンビア州バンクーバー島から、アメリカ合衆国カリフォルニア州北部に至る、太平洋岸北西部沿いのファンデフカプレートにおいて発生した。断層の破壊は1000キロの範囲にわたって発生し、平均の滑り量は20メートルであった。

この地震によって日本の沿岸部に到達する津波が発生した。また、ブーンビル地滑りにもつながった可能性がある。

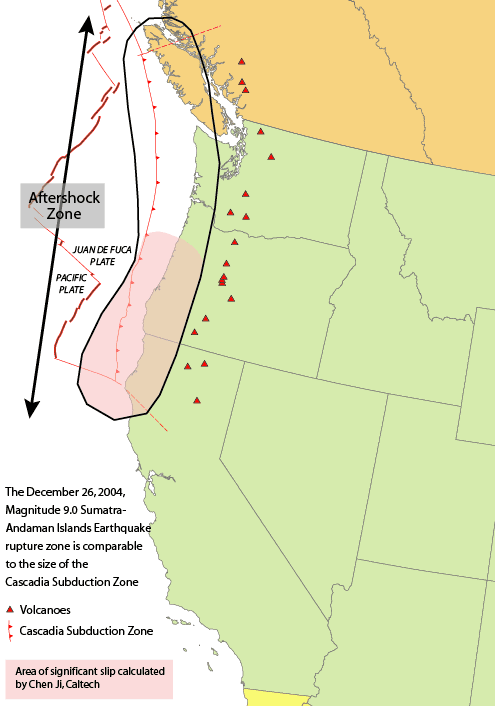
カスケード沈み込み帯

## 地震発生の証拠
考古学的な調査は1980年代の後半から行われ、海岸付近の堆積地層や沖合の深海底の掘削サンプルから、「過去の地震によって海岸が沈降したことを示す地層」や「津波が押し寄せたことを示す津波堆積物」が発見され、過去約7000年間に13回の地震が発生したとされていた。また、最新の活動歴は土壌中の植物の放射性炭素年代測定法により約300年前と解析された。更に、立ち枯れた木の年輪から1699年の秋から1700年の春の間と特定された。
地震は1700年1月26日午後9時頃に発生したと見られる。当時の地震が発生した地域に関する文献資料は存在していないが、地震の正確な日時は、日本に残っていた津波の記録によって明らかになった。日本における津波と、太平洋岸北西部の地震を結び付ける最も重要な手がかりは、沿岸部の森林が潮間帯へと沈下したことによって死滅したベイスギの最も外側の年輪が、1699年、つまり津波発生前の最後の成長期に形成されていたことであった。
1700年に地震が発生したことを裏付ける証拠は、地質学者のブライアン・アトウォーターらによって2005年に出版された The Orphan Tsunami of 1700 （邦題「みなしご元禄津波」）にまとめられている。

## 将来の脅威
| 推定発生年 | 間隔  |
| ---------- | ----- |
| 1700 AD    | -     |
| 1310 AD    | 390年 |
| 810 AD     | 500年 |
| 400 AD     | 410年 |
| 170 BC     | 570年 |
| 600 BC     | 430年 |

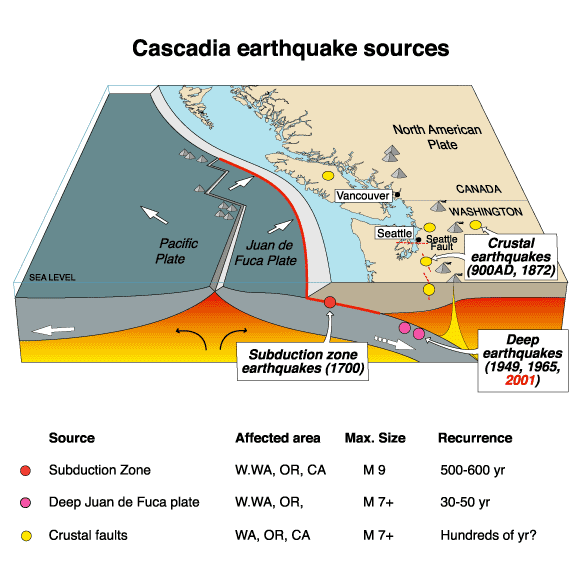
カスケード地震の震源

地質学的記録によれば、カスケード沈み込み帯において、モーメントマグニチュード (Mw)9規模の巨大地震は平均約500年の間隔(1万年間に19回発生)で、多くの場合津波を伴って発生したことが示されている。過去少なくとも13回にわたり、最短300年から最長900年、平均590年の間隔で発生した痕跡が残っている。以前の地震は1310年、810年、400年及び紀元前170年、紀元前600年に発生したと推測されている。更に、後年の考古学的手法の調査により過去約1万年間に41回の地震が確認されていて、平均間隔は約240年。
1700年のカスケード地震、そして2004年のスマトラ島沖地震及び東北地方太平洋沖地震に代表されるように、沈み込み帯における地震は大規模な津波を発生させる可能性があるため、この地域の沿岸部では、将来起きる可能性が予想されるカスケード地震に対する津波からの避難計画を準備している。一方で、シアトル、ポートランド、バンクーバー、ビクトリア、タコマなどに代表される付近の大都市は、沿岸部というよりむしろ内陸水路に位置しているため、津波の直撃は免れるだろうとの予想もある。しかしながら、これらの大都市には補強されていないレンガ製建築物などの脆弱な建築物が多く存在しているため、都市への被害は津波よりむしろ地震そのものの激しい揺れに伴う建物の倒壊などが主になるだろうとも予想されている。ある専門家は、シアトルの建築物は、想定されるカスケード地震の規模よりもずっと小さいサンフランシスコ地震にすら耐えることができないほど強度が不足していると警告している。
近年の研究では、カスケード沈み込み帯は、以前信じられていたよりも複雑かつ不安定であると結論付けられるようになった。地質学者は50年以内に37%の確率で Mw 8.2以上の地震が発生すると予想し、10%から15%の確率でカスケード沈み込み帯全体が破断することによる Mw 9以上の地震が発生すると予想した。地質学者は、太平洋岸北西部はこのような巨大な地震に対する備えが出来ていないと断定した。発生する津波の高さは24メートルから30メートルに達する可能性があるとしている。
他の沈み込み帯には、100年から200年おきに地震が発生しているものもあるが、カスケード沈み込み帯で地震の間隔が長いのはプレートの動きが遅いことに起因している。この沈み込み帯におけるファンデフカプレートと北アメリカプレート間の沈み込み速度は年間約60ミリである。

### 一般
- Repository of information on the Cascadia earthquake
- USGS on the Cascadia earthquake
- 300th anniversary article
- 1700 年カスケード地震による液状化痕跡のジオスライサー掘削 (PDF)

### ネイティブ・アメリカン及び日本に関するもの
- native legends (Word document)
- Native American Legends of Tsunamis in Pacific NW
- Japanese tsunami descriptions
- Science Daily on the Cascadia Earthquake & Japanese evidence
- 日本の津波から推定された1700 年の北米カスケード地震 歴史地震 第20号(2005) 270頁 (PDF)

### 現在の危険性に関するもの
- Lessons from surviving a tsunami
- Seattle scenario description
- Perilous Situation